# Guapira clarensis
Guapira clarensis är en underblomsväxtart som beskrevs av Attila L. Borhidi. Guapira clarensis ingår i släktet Guapira och familjen underblomsväxter. Inga underarter finns listade i Catalogue of Life.